# Róbert Juharos

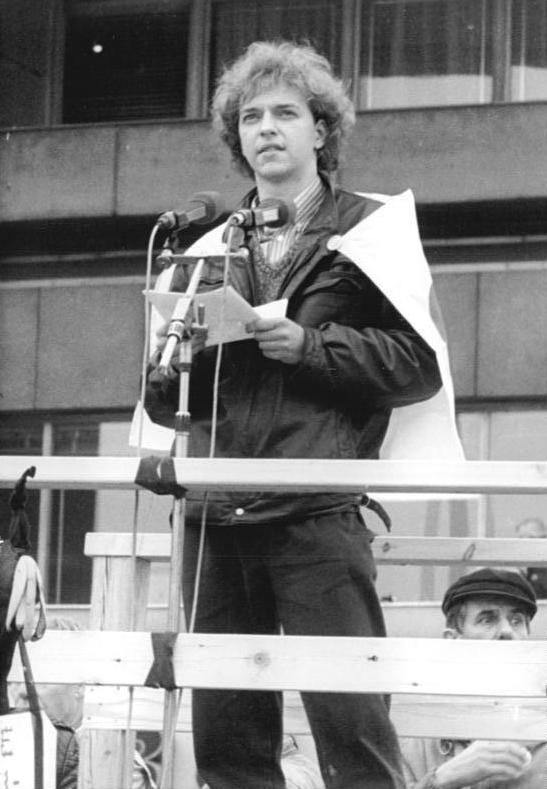
Róbert Juharos während seiner Rede auf der Alexanderplatz-Demonstration am 4. November 1989 in Ost-Berlin.

Róbert Juharos (* 1968) ist ein ungarischer konservativer Politiker (Fidesz), Rechtsanwalt und ehemaliger Bürgerrechtler. In der Legislaturperiode von Mai 1998 bis April 2002 saß er als Abgeordneter im ungarischen Parlament.

## Leben

### Herkunft und Ausbildung
Sein Vater arbeitete sowohl an der Franz-Liszt-Musikakademie in der ungarischen Hauptstadt Budapest als auch in der Bundesrepublik Deutschland als Querflötenlehrer. Juharos selbst besuchte dadurch Schulen in Ungarn sowie in der Bundesrepublik. Bis 1990 studierte er in Köln an der dortigen Universität und der Fachhochschule. Er verkehrte allerdings in beiden deutschen Staaten und hielt Kontakt zu Aktivisten der friedlichen Revolution in der DDR und zu DDR-Exilanten in Westdeutschland. So war er während dieser Zeit beispielsweise sehr gut mit dem Schriftsteller und Bürgerrechtler Jürgen Fuchs befreundet und traf auch mehrmals den Liedermacher Wolf Biermann. Sowohl Fuchs als auch Biermann waren aus der DDR zwangsausgebürgert worden.
Anschließend wechselte Juharos an die private politikwissenschaftliche Hochschule Századvég Politikai Iskola sowie an das Institut für Soziologie der Katholischen Péter-Pázmány-Universität in Budapest. Der Stadt blieb er auch während seiner weiteren akademischen Ausbildung verbunden: 1997 erwarb er an der Eötvös-Loránd-Universität einen Abschluss in Rechtswissenschaft und 1998 war er postgradualer Student für Wirtschafts- und Rechtswissenschaft an der Corvinus-Universität.

### Berufsleben
Zeitweise arbeitete Juharos in der Kanzlei des KDNP-Parlamentsabgeordneten György Rubovszky (1944–2017). In den 2000er Jahren führte er gemeinsam mit Ramóna Mengyi – der Ehefrau seines Parteifreundes, späteren Parlamentsabgeordneten und 2019 wegen Vorteilsgewährung und Beihilfe zum Betrug verurteilten Roland Mengyi – ein Immobilienunternehmen.
Er betreibt eine Anwaltskanzlei im innerstädtischen Budapester Bezirk Belváros-Lipótváros (V. Bezirk) und kooperiert mit einer Kanzlei in der deutschen Stadt Trier. Am 20. März 2012 wurde ihm seitens der Rechtsanwaltskammer für den Oberlandesgerichtsbezirk Koblenz die Zulassung erteilt, die mit einer Pflichtmitgliedschaft in der Kammer verbunden ist. Seitdem ist er im Landgerichtsbezirk Trier registriert.
Im Jahr 2020 entstand als Ausgründung der Budapester Kanzlei die Vámház Audit Felszámoló és Gazdasági Tanácsadó Zrt., die sich auf Liquidationen und Unternehmensberatung spezialisiert hat. Darüber hinaus ist Juharos (Stand: Januar 2021) Mitglied im Direktorat der Lilla-Holding Zrt. sowie Mitglied im Aufsichtsrat der kommunalen Stadtentwicklungsgesellschaft Józsefvárosi Rehabilitációs és Városfejlesztési Zrt. (Rév8).

### Politische Karriere
Juharos war im Widerstand gegen die kommunistische Einparteien-Diktatur der USAP aktiv und zählte im März 1988 zu den Gründungsmitgliedern des Bundes junger Demokraten, aus dem sich später die Partei Fidesz entwickelte. Während seines Studiums in Deutschland sprach er als Vertreter des Bundes am 4. November 1989 in Ost-Berlin auf der Alexanderplatz-Demonstration, der größten nicht staatlich gelenkten Demonstration in der Geschichte der DDR. Seine zweieinhalbminütige Rede lautete wie folgt:
„Ich heiße Róbert Juharos. Ich komme aus Ungarn von dem Verband der jungen Demokraten. Liebe Freunde! Uns – die Völker Mittel- und Osteuropas – verbindet nicht nur unsere gemeinsame Vergangenheit – die 40 dunklen Jahre der Diktatur und Unterdrückung. Uns verbindet auch der Wunsch nach einer wirklichen Demokratie, in der wir frei über unser Leben entscheiden können. [Applaus] Bis vor Kurzem wurde die Politik unserer Länder von Moskau aus bestimmt. Unsere Regierungen, die von uns nie frei gewählt werden konnten, haben uns so weit entmündigt, dass es in unseren Ländern zu einer tiefen wirtschaftlichen, kulturellen, ökologischen und moralischen Krise gekommen ist. [Applaus] Mit dem Beginn der Perestroika und der damit verbundenen veränderten Außenpolitik der Sowjetunion ist eine neue Situation in Osteuropa entstanden: Wir haben jetzt die einmalige Chance, Demokratisierungen in unseren Ländern durchzuführen. [Applaus] Der Zug zu Demokratie und Freiheit darf nicht auf halber Strecke stehen bleiben. Es gibt kein bisschen Pluralismus, es gibt kein bisschen Rechtssicherheit, es gibt kein bisschen Pressefreiheit. Wir sind der Meinung, dass ein gemeinsames europäisches Haus nur mit demokratisierten Staaten gebaut werden kann, und wir fordern daher radikale Reformen in allen Ländern des Ostblockes. [Applaus] Wir rufen alle demokratischen oppositionellen Bewegungen, Vereinigungen und Parteien der Staaten des Ostblockes auf, an der Gründung eines internationalen Forums der Opposition mitzuwirken. [Applaus] Seid euch unserer Solidarität bei eurem gewaltfreien Kampf für Demokratie sicher!“ [Applaus]
Er war Mitbegründer und langjähriger Präsident des Fidesz-Bezirksverbandes in Józsefváros (VIII. Budapester Bezirk). Seit dem Jahr 1990 ist Juharos Deputierter im Bezirksbeirat und saß dort im Laufe der Jahrzehnte in zahlreichen unterschiedlichen Ausschüssen. Von Oktober 1990 bis Dezember 1994 sowie erneut zwischen Oktober 1998 und Oktober 2006 gehörte er darüber hinaus für drei Legislaturperioden als Abgeordneter dem Budapester Stadtrat an. Bei der Parlamentswahl 1998 gelang ihm der Gewinn des Direktmandates im Wahlkreis 11 in Józsefváros. Nachdem er in der ersten Runde am 10. Mai zunächst den zweiten Platz belegt hatte, konnte er sich in der Stichwahl am 24. Mai knapp gegen die Amtsinhaberin Magda Kósáné Kovács (1940–2020) von der MSZP durchsetzen. Dabei erhielt er 12.016 Stimmen, was 50,64 Prozent entsprach. Im Parlament war er Mitglied des Verfassungsausschusses. Er vermochte jedoch nicht, sein Direktmandat bei der folgenden Parlamentswahl 2002 zu verteidigen. In der Stichwahl am 21. April erreichte er lediglich 11.975 Stimmen (41,94 Prozent) und verlor vergleichsweise deutlich gegen Gábor Hárs (MSZP). Zwischenzeitlich galt Juharos als vielversprechender und aufstrebender Akteur innerhalb seiner Partei. Seine nationale Karriere wurde allerdings ausgebremst, als er sich Mitte der 2000er Jahre mit dem Unternehmer Lajos Simicska – dem damals wichtigsten Gelbgeber von Fidesz – überwarf.
Zwischen 1998 und 2002 war Juharos Berater der ersten Regierung Viktor Orbáns. Durch seine Kontakte ermöglichte er im Mai 2010 Roland Mengyi, dem Ehemann seiner ehemaligen Geschäftspartnerin, den Einzug ins Parlament. Darüber hinaus war er auch Berater von Máté Kocsis tätig, der zwischen 2009 und 2018 als Bezirksbürgermeister von Józsefváros amtierte. Zeitweilig, nachweislich zum Beispiel im Dezember 2013, fungierte er zudem als Berater für den Ausschuss für Stadtverwaltung in Józsefváros.

## Politische Positionen
Durch seine jahrzehntelange kommunalpolitische Arbeit im Bezirksbeirat von Józsefváros, seine zwischenzeitliche unternehmerische Tätigkeit in der Immobilienbranche und ein engmaschiges Netz an Kontakten in die höheren politischen Ebenen gilt Juharos als maßgeblich verantwortlich für die städtebauliche Entwicklung des Bezirkes seit 1990 sowie für dortige Grundstückserschließungen und Immobilienprojekte. Es wird gemeinhin als sein Verdienst angesehen, dass der zuvor heruntergekommene Bezirk im Laufe der Jahre ein attraktiverer Standort für Bewohner und Investoren gleichermaßen wurde. Der vormalige Bezirksbürgermeister Máté Kocsis betraute ihn auch persönlich mit der Leitung von Quartiersplanungen. In einem Blog-Artikel aus dem August 2016 findet sich die zugespitzte Formulierung: „Alles, was mit der Bezirksentwicklung zu tun hat oder mit Projektentwicklung und Grundstückserschließung verbunden ist, lief über ihn.“
Während seiner Zeit als Abgeordneter im ungarischen Parlament zwischen 1998 und 2002 erregte Juharos mit seinen radikalen Vorstößen mehrfach öffentliche Aufmerksamkeit. So verfasste er beispielsweise im April 2000 einen Zusatz zu einem Gesetz, dass der illegalen Prostitution im Land Einhalt gebieten sollte. Nachdem die Kommunalregierungen sich außerstande sahen, die im Gesetz geforderten „Toleranzzonen“ für Prostitution auszuweisen, schlug Juharos vor, die Bestimmung dieser Zonen in den Verantwortungsbereich des Innenministeriums zu legen. Damit einhergehend drohte er im September an, dass das Parlament den Budapester Stadtrat – dem er selbst zu dieser Zeit angehörte – auflösen würde, wenn dieser keine Toleranzzonen ausweise. Zahlreiche Oppositionspolitiker kritisierten das Vorgehen, doch der Zusatz wurde im September verabschiedet. Allerdings weigerte sich im Januar 2001 Staatspräsident Ferenc Mádl, den Zusatztext zu unterzeichnen. Stattdessen bat er das ungarische Verfassungsgericht um eine Einschätzung und dieses beurteilte die Idee als nicht verfassungskonform. Davon abgesehen rühmt Juharos sich, als Parlamentsabgeordneter sehr erfolgreich für seinen Heimatbezirk Józsefváros gewesen zu sein. So habe er etwa dazu beigetragen, die dortige öffentliche Prostitution weitgehend abzuschaffen, es seien zahlreiche Überwachungskameras zur Eindämmung der Kriminalität installiert sowie 4000 neue Wohnungen errichtet worden. Weiterhin trat Juharos für eine Umgestaltung des politischen Systems in Budapest ein, was sich exemplarisch an zwei Initiativen zeigt: Seinen Vorstellungen nach sollten die Stadtbezirke der Hauptstadt künftig Abgeordnete in den Stadtrat entsenden, anstatt dass diese in direkter Wahl von den Bürgern gewählt würden. Im Herbst 2000 brachte er darüber hinaus erfolgreich einen Zusatz zu einem Gesetz über lokale Steuerverteilungen in das Parlament ein. Bezirke ungarischer Städte erhielten nun mehr Geld, die zentralen Stadtverwaltungen hingegen weniger. Hintergrund dieses Beschlusses war ein Konflikt um die Verteilung von Finanzmitteln in Budapest zwischen den zumeist Fidesz-treuen Bezirksregierungen und der liberalen Zentralregierung unter Bürgermeister Gábor Demszky.
In Hinblick auf den spätestens seit 2010 bemerkbaren Wandel von Fidesz hin zum Autoritarismus, Rechtspopulismus und Illiberalismus äußerte Juharos 2019, es schmerze ihn, was man in Deutschland über Ungarn denke und dass Viktor Orbán dort als Diktator wahrgenommen werde. Weiter führt er aus, dass die „Seele der Regierung Orbán [...] im Westen nicht verstanden“ werde. Sämtliche Mitglieder des Bundes junger Demokraten, auch Orbán, seien 1989 „glühende Europäer“ gewesen. Juharos sieht sich selbst noch immer als solchen und befürwortet einen Abzug russischer Streitkräfte aus der Ukraine, denn „Europa muss von den Europäern bestimmt werden, nicht von Russland, nicht von den USA.“ Allerdings bemängelt er, dass die Europäer sein Land – wie bereits beim ungarischen Volksaufstand 1956 – im Stich gelassen hätten. Daher sei den Ungarn lediglich noch die Besinnung auf das Nationale geblieben.

## Vermögen
Mit Frist zum 31. Januar jedes Jahres müssen ungarische Politiker eine öffentliche Auskunft über ihre Vermögenswerte abgeben – diese Regelung betrifft auch die kommunalen Abgeordneten in Józsefváros. Aus den Unterlagen vom 31. Januar 2021 geht hervor, dass Juharos über ein monatliches Bruttoeinkommen von 1,91 Millionen Forint (≈ 5300 Euro) verfügte. Dieses setzte sich zusammen aus 1,5 Millionen Forint (≈ 4164 Euro) aus seiner anwaltlichen Tätigkeit, 280.000 Forint (≈ 777 Euro) an Abgeordnetenentschädigung, 80.000 Forint (≈ 222 Euro) als Aufsichtsratsmitglied von Józsefvárosi Rehabilitációs és Városfejlesztési Zrt. sowie 50.000 Forint (≈ 138 Euro) aus Mieteinnahmen. Sein Jahreseinkommen lag somit fast zweieinhalb Mal höher als der ungarische Durchschnittslohn des Jahres 2019. Ferner verfügte er über fünf Millionen Forint (≈ 13.800 Euro) in Aktienanteilen und 50.000 Euro Sparguthaben. Er besaß einen VW Käfer von 1969, einen Land Rover Discovery 4 von 2010, einen BMW 318 von 2020, eine Harley-Davidson Sportster von 2004 sowie ein Bavaria-Segelboot von 2007.
Juharos war im Januar 2021 laut eigener Auskunft Inhaber von sechs Immobilien: In den Gemeinden Balatonakarattya und Balatonkenesén am Balaton gehörten ihm ein 1000-m²-Grundstück mit 150 Quadratmeter großem Haus beziehungsweise ein 650-m²-Grundstück mit 80 Quadratmeter großem Haus. In Újbuda (XI. Budapester Bezirk) nannte er sowohl ein 650 Quadratmeter großes Grundstück mit 250 Quadratmeter messendem Haus als auch ein 1100 Quadratmeter umfassendes Grundstück mit einem 280-m²-Doppelhaus sein Eigen. In Várkerület (I. Budapester Bezirk) gehörte ihm die Hälfte einer 140-m²-Wohnung und in seinem Heimatbezirk Józsefváros (VIII. Budapester Bezirk) war er für ein Drittel einer 98-m²-Wohnung als Eigentümer eingetragen.

## Publikationen
- Róbert Juharos: Nem egy nap alatt épült Buda vára. Tanulmánygyűjtemény a fővárosi közigazgatási reformról. In der Reihe: „Századvég Önkormányzati kötetek“, Band 2. Századvég Kiadó, Budapest, 1998, ISBN 963-85619-7-1.

- de.: Die Burg von Buda wurde nicht an einem Tag erbaut. Sammlung von Studien zur Verwaltungsreform der Hauptstadt.

- Róbert Juharos (Hrsg.): Hogyan épüljön Budapest? Állítsuk vissza Fővárosi Közmunkák Tanácsát! In der Reihe: „Octogon Könyvek“, Band 6. Vertigo Publishing Kiadói, Budapest, 2005, ISBN 963-217-926-9.

- de.: Wie erbaut man Budapest? Lasst uns den städtischen Rat für öffentliche Bauarbeiten neugründen!